# Pannbiff
Pannbiff är en typ av färsbiff  och maträtt. Den tillreds av köttfärs vanligtvis från nöt eller svin som kryddas med lök, salt, peppar och andra kryddor och drygas ut med mjölk eller vatten och ströbröd, eventuellt potatismjöl eller havregryn, för att luckra upp smeten.
Pannbiff kallas ibland även för mald kotlett, exempelvis i äldre svenska texter eller när receptet härstammar från andra länder och det rör sig om en direktöversättning. Vissa varianter, som den polska, har ofta ägg som bindemedel. Allt blandas hastigt och av smeten formas biffar som liknar en platt, stor köttbulle. De steks i het stekpanna för att få brun stekyta och eftersteks i något lägre värme. I Sverige brukar pannbiff serveras med kokt potatis, stekt lök och skysås eller gräddsås, eventuellt även med pressgurka och lingonsylt eller rårörda lingon.
Ordet pannbiff finns belagt i svenska språket sedan 1885. Pannbiff kunde inledningsvis innehålla hackat istället för malet kött. Det finns även belägg för maträtten pannkött med malet kött från 1884.

## Bilder

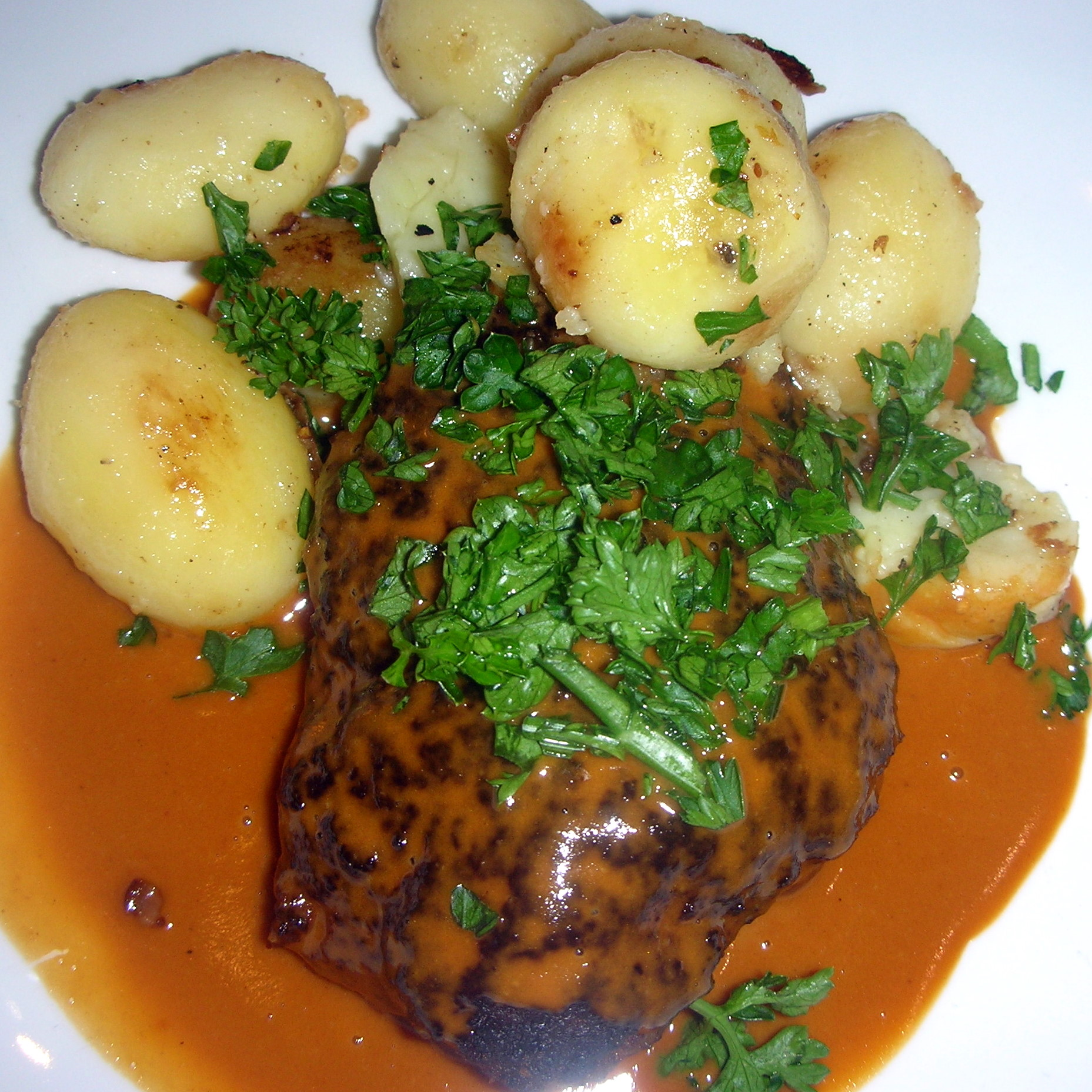
Pannbiff med stekt potatis, sås och persilja, serverad i restaurangen på Nordiska museet i Stockholm.
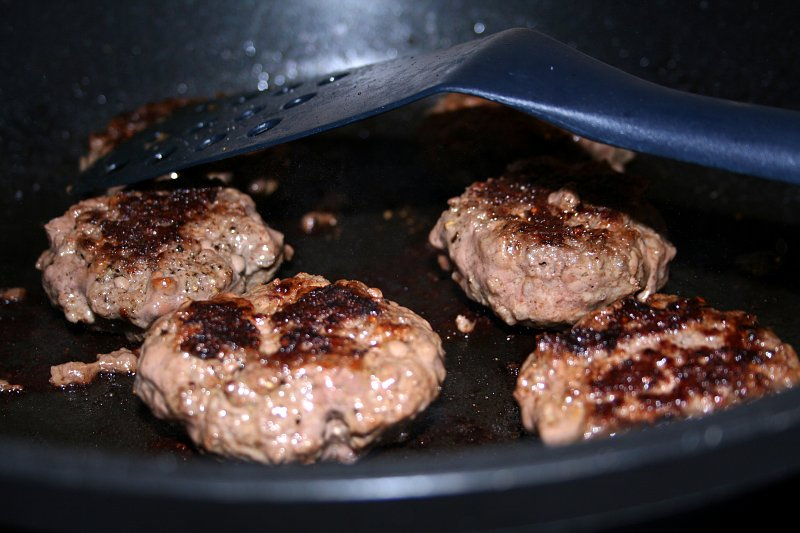
Tillagning av pannbiff.
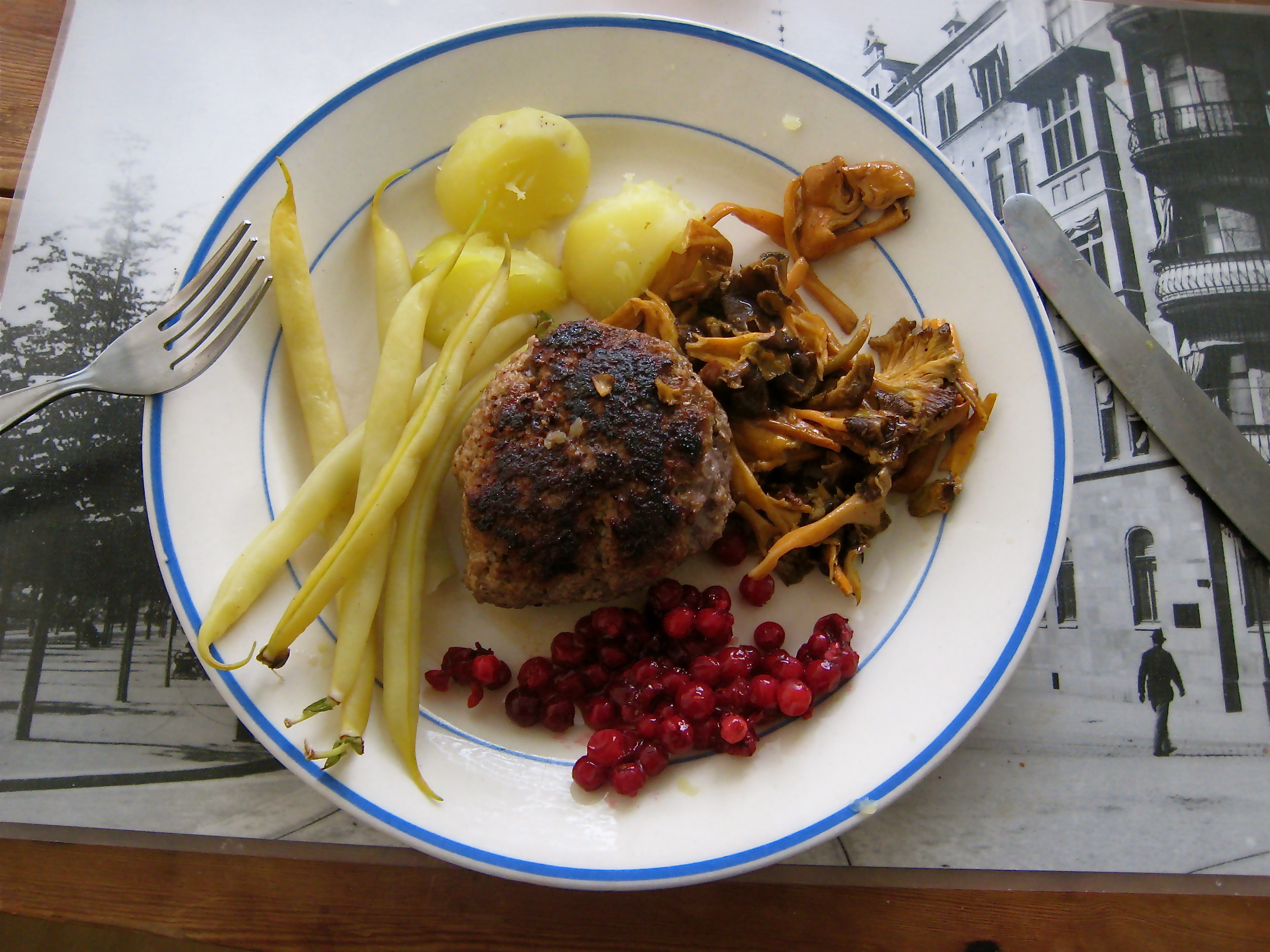
Pannbiff med potatis, vaxbönor, rårörda lingon och rödgul trumpetsvamp.